# Tomest
Tomest, 1911 és 1918 között Tamásd (románul: Tomești, németül: Tomescht) falu Romániában, a Bánátban, Temes megyében.

## Fekvése
Lugostól 52 kilométerre északkeletre, a Ruszka-havas peremén, a Béga partján, három és fél kilométer hosszan terül el. A 20. század közepe óta hozzátartozik a korábban önálló Goizest (Gojcsfalva). Felette húzódik az Üveggyári telep egyetlen, egy kilométer hosszú utcája. A község területének 69%-a erdő, 19%-a legelő és 7%-a rét.

## Története
Először 1554-ben Tomyıšt, majd 1597-ben Thomest néven említették. 1598-ban emellett egy másik, alternatív nevét is följegyezték: Zapatia. 1612-ben Thomirest. A marzsinai uradalomhoz tartozó, román lakosságú falu volt. 1597-ben Báthory Zsigmond enyingi Török Istvánnak adományozta, de beiktatása napján, 1598-ban Belan Albert Jófői Péter és lugosi Thoma Mihály nevében, Monostoron ellentmondott. Az ortodox egyház 1776-ban 52 házát írta össze. Krassó, 1880-tól Krassó-Szörény vármegyéhez tartozott. Elsőszámú nagybirtokosa székelyhídi Szekrényessy Károly (1867-1938) budapesti lakos, mecénás, ki 19. század végétől az 1910-es évek közepéig bírta itteni 3502 holdnyi nagybirtokát, melyből 3176 hold erdőt tett ki, s így a tamásdi Szekrényessy-birtok a megye hetedik legnagyobb erdőbirtokának számított és országosan is a legnagyobbak közé tartozott. (forrás: A Magyar Korona Országainak Mezőgazdasági Statisztikája II. kötet, gazdacímtár Bp. 1897. 282-283. p.p.)
1820 előtt már voltak római katolikus lakói, akik nyilván a lunkányi bányákban és a vaskohónál dolgoztak. Ekkor vásárolta meg a falu erdőbirtokát Anton Pfantzels, aki üvegcsűr létesítéséhez fogott. A tamásdi üveggyár 1826-ban kezdhette meg a termelést. Szakmunkásai németek voltak. 1846-ban került Joseph és Leopoldine Losch tulajdonába, akik új szakmunkásokat hozattak Ausztriából és Csehországból. Imaházat építettek és tanítót szerződtettek.
A gyárban 1892 körül orvosságos üvegek, poharak és flaskák készültek. 1893–94-ben 97 munkás dolgozott benne. 1902-ben tulajdonosa kibővítette és modernizálta, ettől kezdve vésett és festett háztartási üvegeket is gyártott. 1916-ban bezáródott az addig használt galíciai kvarchomok beszerzési lehetősége, ekkor kényszerből átálltak a környéken talált kvarchomokra, amit helyben tisztítottak.
Miután a környező erdőket kivágták, a gyár tüzelőhiánnyal küzdött, ezért 1921-ben Tomest és a Sásza között ipari vasutat építettek, amely 1932-ig működött. 1925 körül 125 munkása volt, az éves termelés pedig körülbelül 120 vagont tett ki, melynek egyharmadát a Szerb–Horvát–Szlovén Királyságba exportálták. Az ekkori bővítési terveket a nagy gazdasági világválság hiúsította meg. 1931-ben a kifizetetlen munkabérek miatt munkástulajdonban lévő szövetkezetté alakult át, amelynek vezető tanácsa is a munkásokból állt. 1935 és 1940 között a gyár mellett munkáslakásokat építettek. 1936-tól részvénytársaságként működött 1939-ig, amikor C. Manoliu birtokába került, akitől 1942-ben I. Bujoi lupényi gyáros vette meg. A metángázvezeték 1943-as megépülése után gázzal fűtötték a kemencéket. A második világháború idején német munkásainak nagy része elhagyta. Pótlásukra 1944-ben negyven üvegfúvó érkezett Azugából. Akkoriban főként lámpaüvegeket, üvegedényeket, poharakat, befőttesüvegeket gyártott és saját fazekasműhelye volt.
1948-as államosításakor kb. kétszáz munkása volt. Az állam jelentős beruházásokat hajtott végre az üzem bővítésére és korszerűsítésére. 1956-ban Marzsina és a gyár között megépült az új ipari vasút, 1957-ben az üvegfúvók számára bevezették a hatórás munkanapot, 1958 után új gyártócsarnokokat építettek. 1959-ben hőerőmű létesült, majd 1965-ben rákapcsolták az országos áramhálózatra. 1966 után blokkházak épültek. 1979-ben a gyárnak több mint 1500 dolgozója volt, és 80–85%-ban exportra termelt.
2001. április 6-án a hirtelen olvadás miatt megáradt Béga elöntötte az üveggyári telepet.
Az üveggyárat az állam 2001-től részletekben magánosította, de egyik új tulajdonos sem tudta vagy akarta megőrizni az üvegipari jelleget. Utolsó részét 2006-ban adták el, és az új tulajdonos parkettgyárrá alakítja át.

## Népessége
- 1910-ben 699 lakosából 471 volt román, 157 német, 48 magyar és 17 szlovák anyanyelvű; 465 ortodox, 200 római katolikus, 13 református és 11 zsidó vallású.
- 2002-ben 348 lakosából 340 volt román nemzetiségű; 289 ortodox, 38 pünkösdi, 13 baptista, 4 római és 3 görögkatolikus vallású.
- Ugyanekkor az Üveggyári telepen 745-en éltek, közülük 696 volt román, 31 magyar és 16 német nemzetiségű; 650 ortodox, 45 római katolikus, 26 pünkösdi és 15 református vallású.

## Látnivalók
- A Flórián-szikla (Stânca lui Florian) érdekes, csúcsos formájú sziklaképződmény az Üveggyári telep szélén.
- Az üveggyártelepi római katolikus templom 1880-ban épült.

## Híres emberek
- Itt született 1883-ban Szentiványi Lajos kisgazdapárti politikus.
- Itt született 1887-ben Szuhanek Oszkár festőművész.
- Több napot töltött itt 1934-ben Patrick Leigh Fermor.